# Tempel van Portunus
De Tempel van Portunus (Latijn:Templum Portuni) is een Romeinse tempel uit de 1e eeuw v.Chr. in Rome.

## De tempel
De Tempel van Portunus is opgericht ter ere van Portunus, de Romeinse god van de havens. De tempel staat op het Forum Boarium, een oud marktplein in de stad. In de oudheid lag hier een belangrijke haven, de Portus Tiberinus (van de Tiber). Vanaf deze plaats kon Portunus waken over de schepen met handelswaar die vanuit Ostia aan kwamen varen. Het Forum Boarium was naast een marktplein ook een heilige plaats waar meerdere tempels werden opgericht.
De Tempel van Portunus werd gebouwd rond 100 v.Chr., waarschijnlijk op de plaats van een oudere tempel uit de vierde of vijfde eeuw v.Chr., en werd gerestaureerd in de 1e eeuw n. Chr.

## Het gebouw
De rechthoekige tempel staat op een hoog podium met alleen aan de voorzijde een trap die leidt naar de ingang van het heiligdom. Er staan aan de voor- en achterzijde vier zuilen en aan de zijmuren vijf, deze zijn in de Ionische orde. De pronaos van de tempel is een open portico in tetrastyl, die toegang geeft tot een gesloten cella. Daar stond waarschijnlijk een beeld van Portunus opgesteld.

De tempel is gebouwd uit blokken tufsteen en travertijn waarover in de Romeinse tijd een laag stucco was aangebracht.

## Na de Romeinse tijd
De Tempel van Portunus werd in 872 omgebouwd tot kerk en gewijd aan Santa Maria Egiziaca (Heilige Maria van Egypte). De binnenzijde werd beschilderd met fresco's die het leven van deze heilige afbeeldden. In de 16e eeuw kreeg de kerk een grote verbouwing, de oude fresco's werden verwijderd en in de westelijke muur werden ramen geplaatst. In de 19e eeuw raakte de kerk buiten gebruik, waarna in de 20e eeuw een grote restauratie volgde die de tempel in zijn oorspronkelijke staat terugbracht.

De Tempel van Portunus is tegenwoordig een van de best bewaard gebleven tempels van het oude Rome.

## Trivia
- De Tempel van Portunus heeft eeuwenlang bekendgestaan als de Tempel van Fortuna Virilis. Pas nadat de oude haven werd opgegraven, was duidelijk dat deze tempel voor de havengod gebouwd was. De tempel werd ook verward met de Tempel van Mater Matuta. Van beide tempels is bekend dat deze op het Forum Boarium stonden.
- De tempel was oorspronkelijk nog hoger dan tegenwoordig. Door het veelvuldig overstromen van de Tiber, en het daarna achterblijven van slib, is het grondniveau dusdanig gestegen dat het podium nu deels onder de grond ligt.

## Afbeeldingen

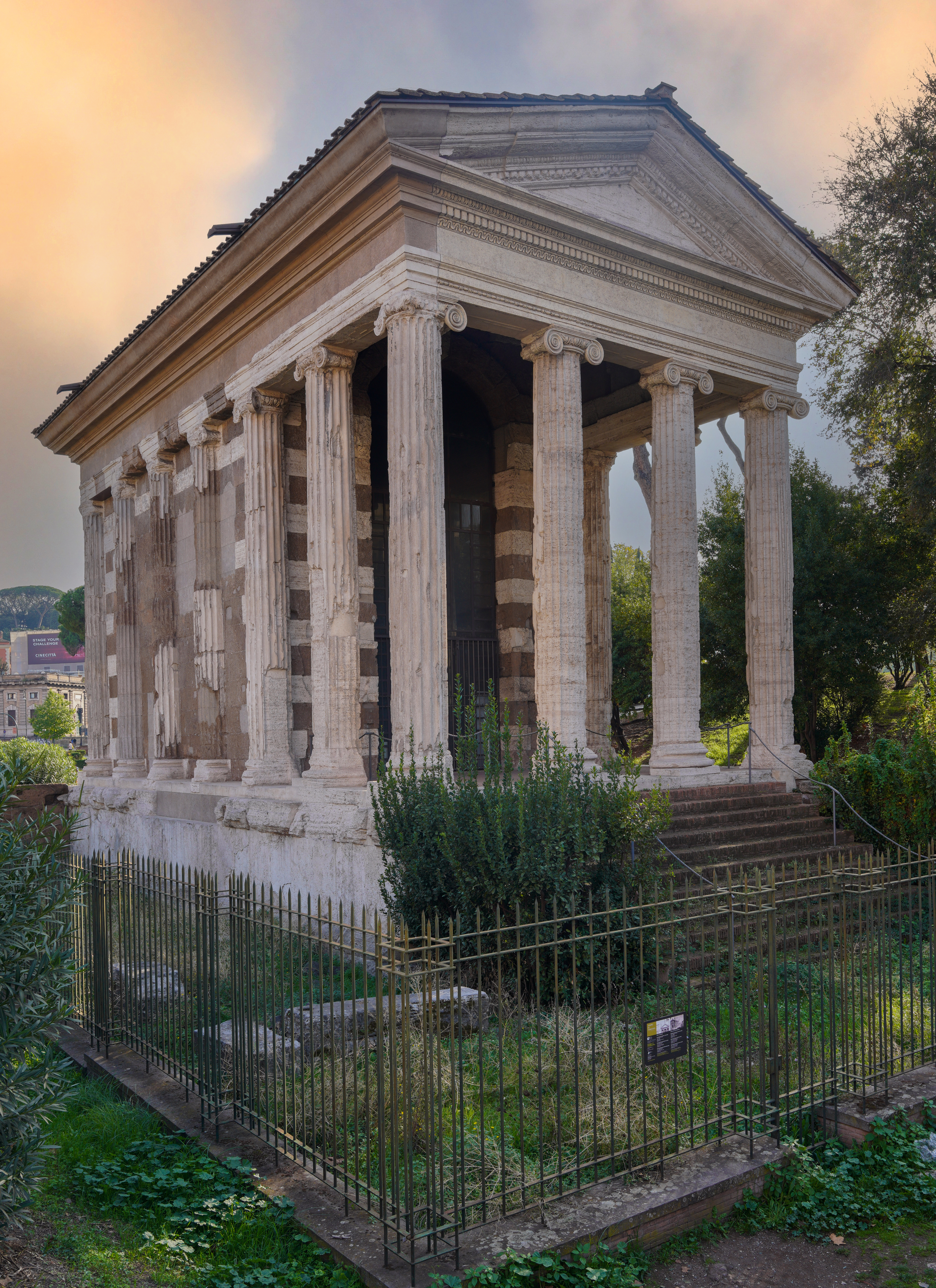
Voorzijde van de tempel
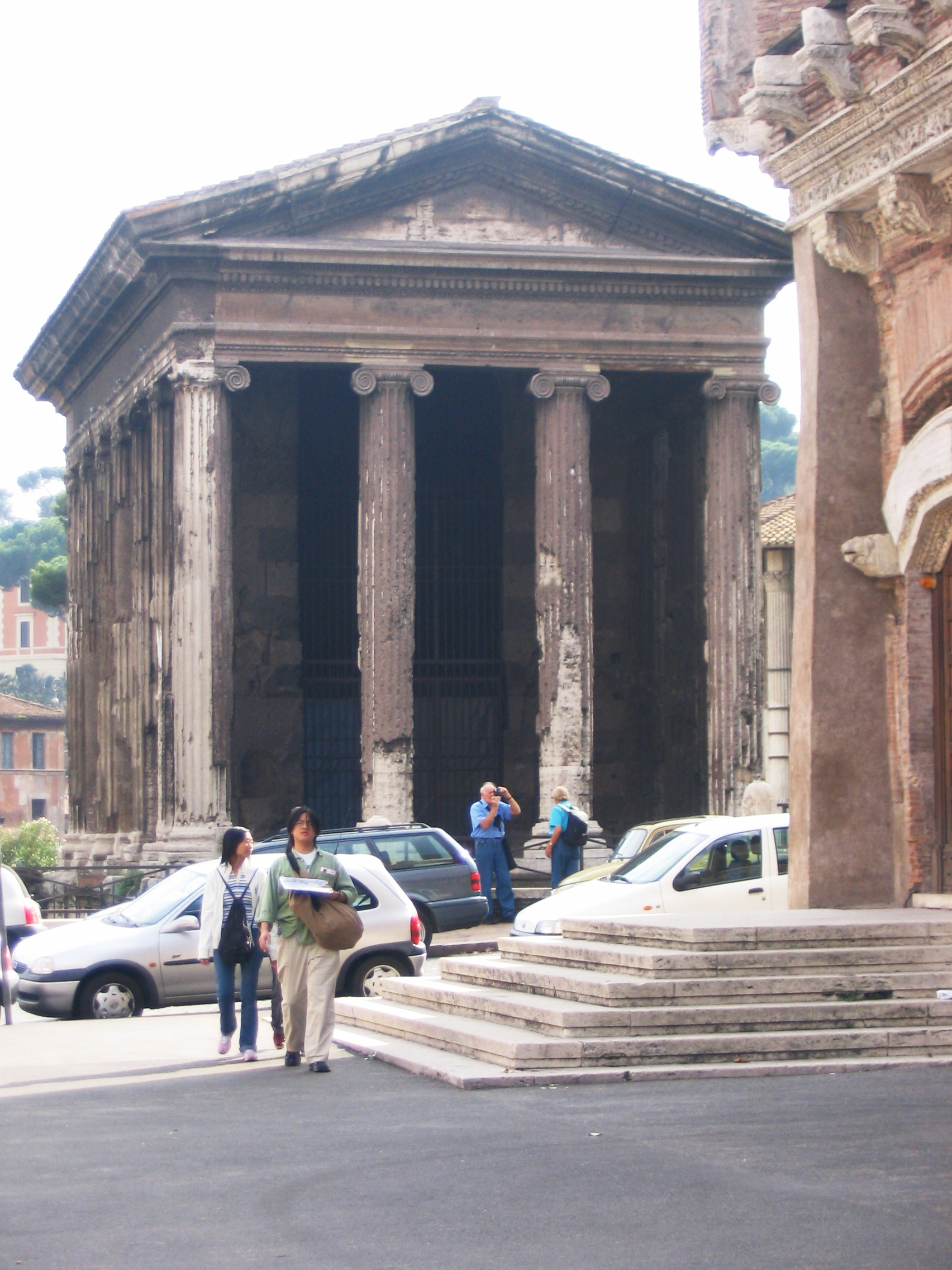
Tempel van Portunus
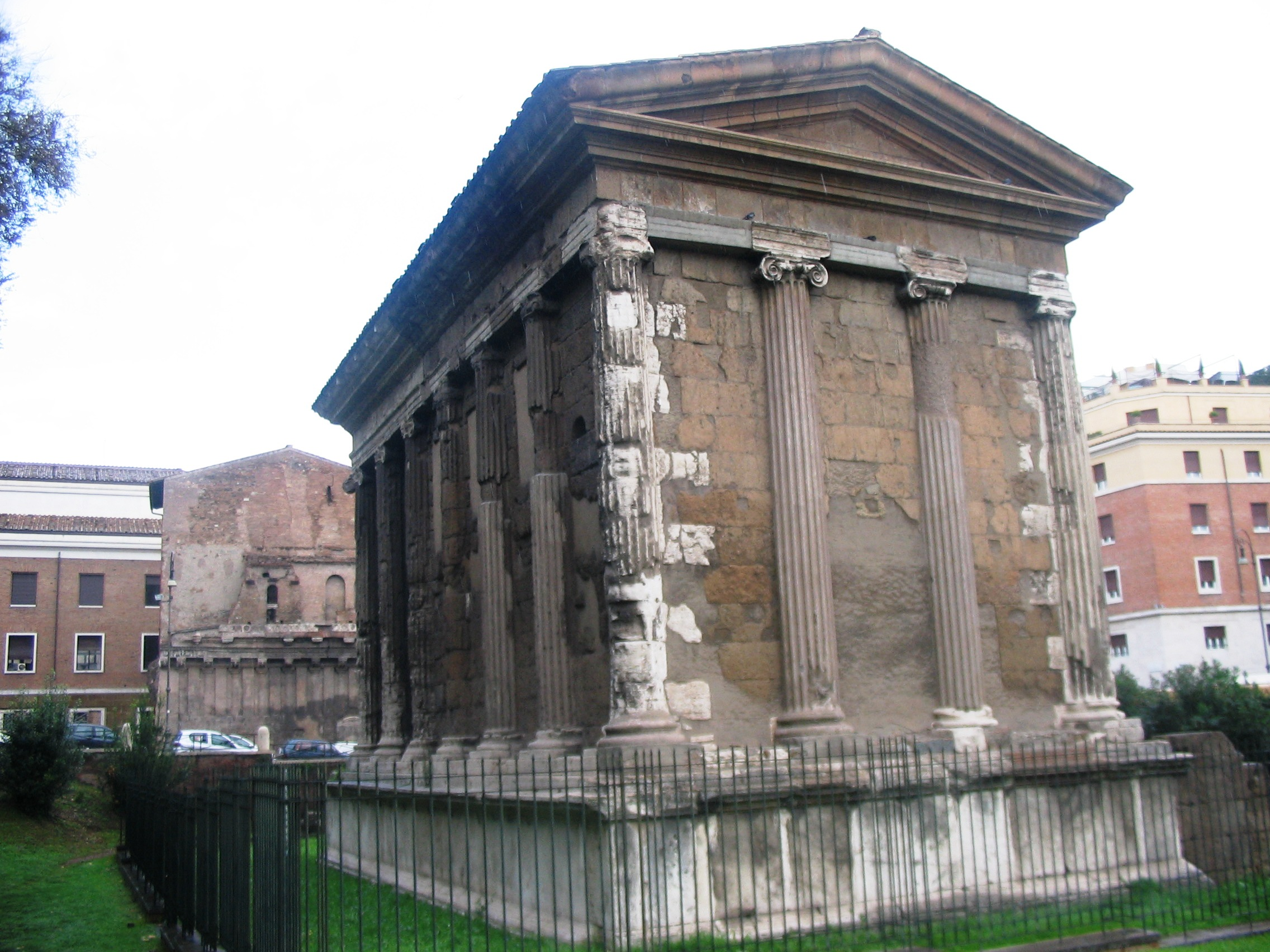
Achterzijde van de tempel
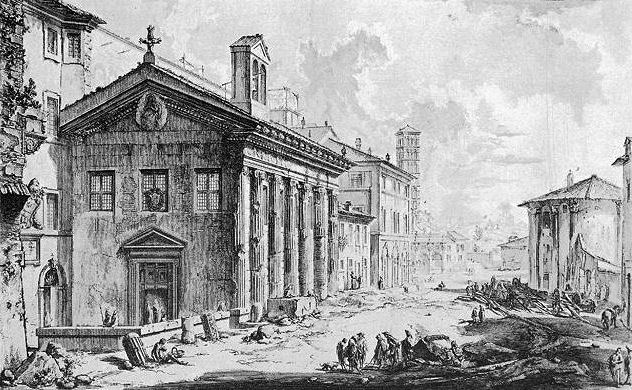
Santa Maria Egyziaca, tekening van Piranesi
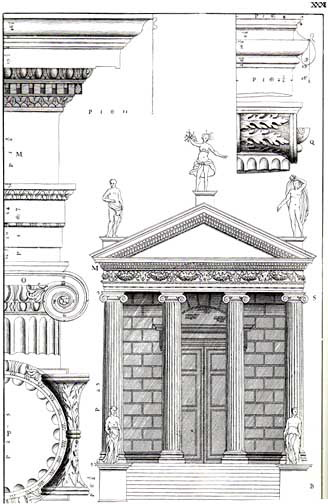
Tekening door Palladio, 1738